# TK-13
Il TK-13 è stato il quarto SSBN costruito della classe Typhoon. Impostato presso il cantiere Sevmash di Severodvinsk, ha prestato servizio nella Flotta del Nord. Posto in riserva a partire dal 1997, alla fine del 2006 risultava in attesa della demolizione.

## Storia
La costruzione del TK-13 iniziò presso il cantiere Sevmash di Severodvinsk il 5 gennaio 1984, e lo scafo del sottomarino fu varato il 21 febbraio 1985. Entrato in servizio nella marina sovietica il 29 dicembre 1985, fu inquadrato nella 18ª Divisione della Flotta del Nord.
Nel 1997 fu posto fuori servizio per essere sottoposto a lavori di revisione. Nel 2000, tuttavia, fu posto in riserva. Nel dicembre 2006 il sottomarino è stato preparato per la demolizione.